# Kutuk
Kutuk is een bestuurslaag in het regentschap Kudus van de provincie Midden-Java, Indonesië. Kutuk telt 6209 inwoners (volkstelling 2010).